# Blossia longipalpis
Espèce
Synonymes
- Blossiola longipalpis Lawrence, 1935

Blossia longipalpis est une espèce de solifuges de la famille des Daesiidae.

## Distribution
Cette espèce se rencontre en Namibie et en Angola.

## Publication originale
- Lawrence, 1935 : New South African Solifugae. Transactions of the Royal Society of South Africa, vol. 23, p. 71–90.